# Fraser MacPherson
Pour les articles homonymes, voir Macpherson.
Fraser MacPherson (né le 10 avril 1928, mort le 27 septembre 1993) est un musicien canadien de jazz, saxophoniste et flûtiste.

## Biographie
John Fraser MacPherson, né à  Saint Boniface au Manitoba, déménage alors qu'il est enfant à Victoria (Colombie-Britannique) où il étudie tout d'abord la clarinette et le piano. Il se tourne ensuite vers le saxophone alto et ténor. En 1948 il s'établit à Vancouver où il se produit en tant que saxophoniste de jazz. Vers 1951 il est membre du quintette Ray Norris. En 1956-1958 il étudie à New York où il se produit dans des clubs de jazz. En 1975 il forme un trio avec Oliver Gannon à la guitare et initialement Wyatt Ruther à la basse.

## Distinctions
Il a remporté un prix Juno en 1983 avec Oliver Gannon pour l'album I Didn't Know about You, et a été fait membre de l'Ordre du Canada en 1987. En 1993 il a été honoré par le Prix Oscar Peterson pour l'ensemble de sa carrière.
Un fonds créé à son nom par la Pacific Music Industry Association est destiné à aider les jeunes musiciens

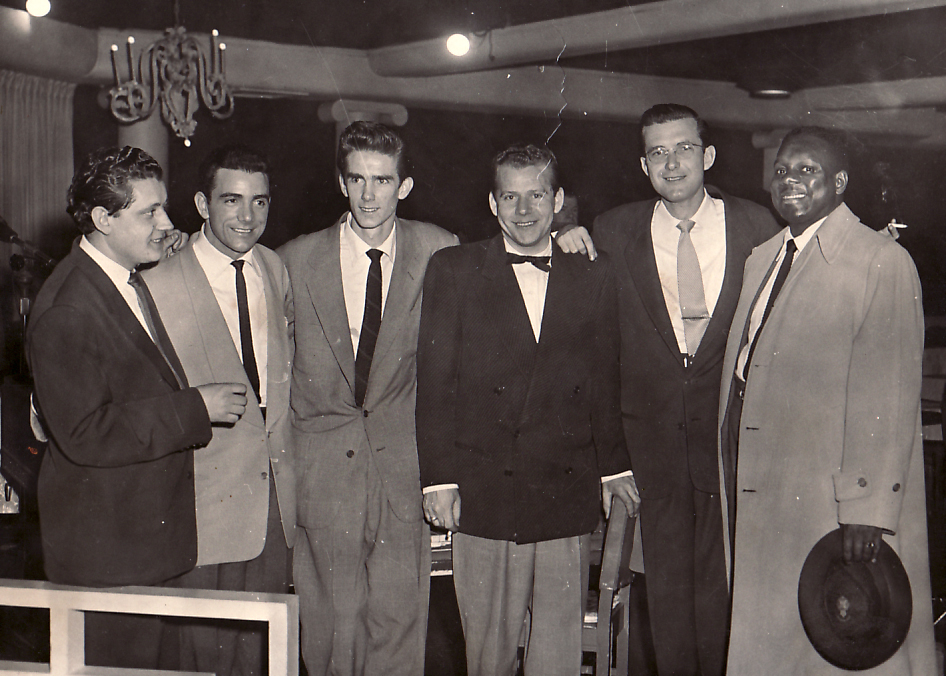
Chris Gage, Louis Bellson, Stan "Cuddles" Johnson, Tony Gage, Fraser MacPherson et Harry Carney
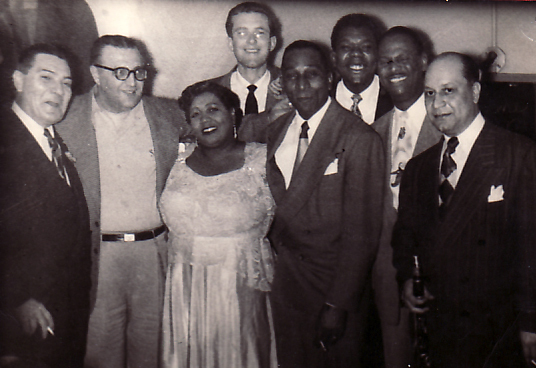
Jack Teagarden, Sandy DeSantis, Velma Middleton, Fraser MacPherson, Cozy Cole, Arvell Shaw, Earl Hines, Barney Bigard au Palomar Supper Club de Vancouver (Mars 1951)
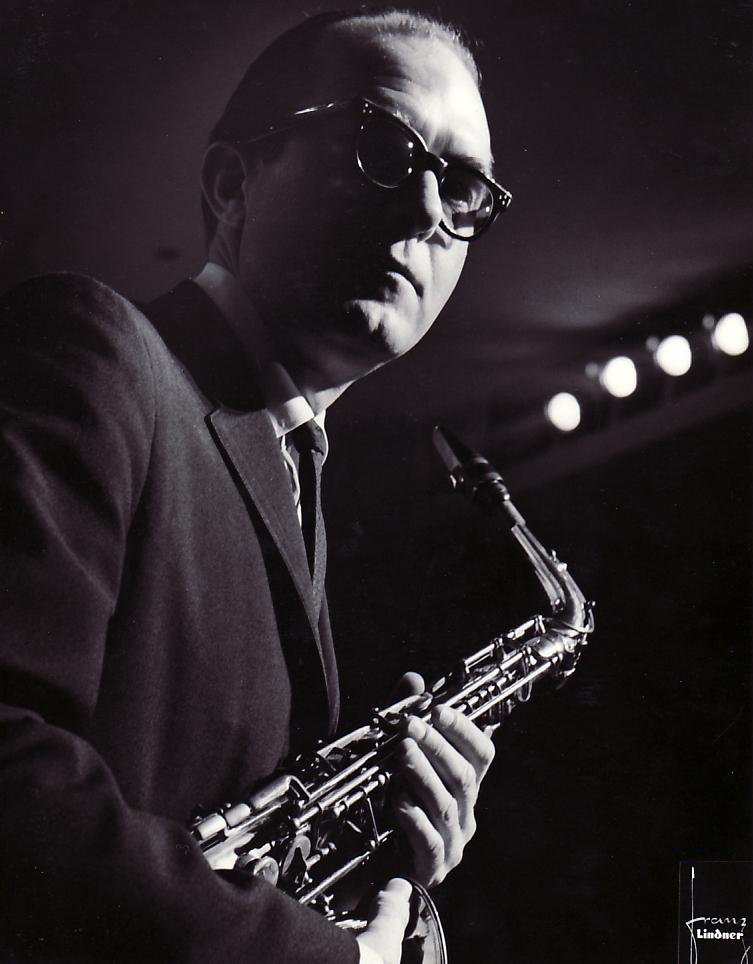
MacPherson en 1966
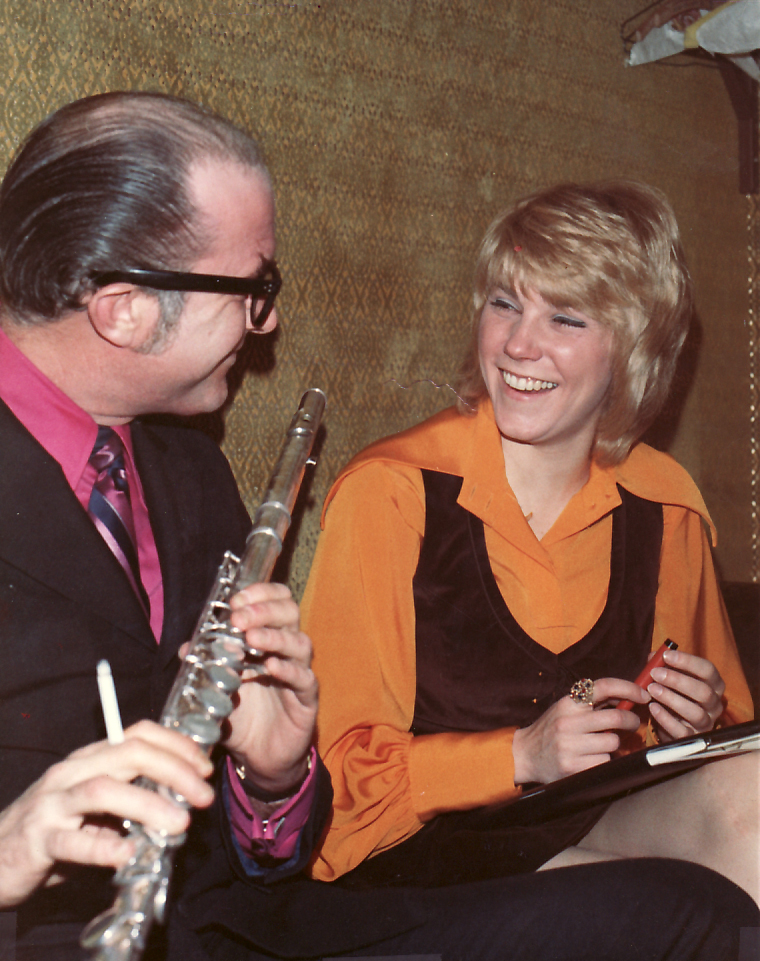
Fraser MacPherson avec Anne Murray dans les années 1970
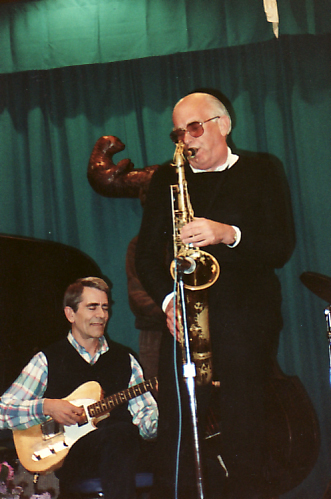
Ed Bickert et Fraser MacPherson en 1989

## Discographie
- 1971 : The Shadow
- 1976 : Live At The Planetarium
- 1980 : Fraser MacPherson & Oliver Gannon - I Didn't Know About You
- 1985 : Fraser MacPherson, Ed Bickert, Jake Hanna, Dave McKenna, Steve Wallace - The Fraser MacPherson Quintet - Jazz Prose
- 1993 : Jim Galloway's Wee Big Band With Special Guests Jake Hanna, Fraser MacPherson & Jay McShann - Kansas City Nights
- 1996 : Fraser MacPherson, Oliver Jones (5), Neil Swainson - Ellington '87
- 1996 : Someday You'll Be Sorry